# Engraulisoma taeniatum
Engraulisoma taeniatum är en fiskart som beskrevs av Castro, 1981. Engraulisoma taeniatum ingår i släktet Engraulisoma och familjen Characidae. Inga underarter finns listade i Catalogue of Life.